# Ríád Dzsalászí
Riadh Jelassi (arabul: رياض جلاسي; Tebourba, 1971. július 7. –) tunéziai labdarúgócsatár.